# Samsung Galaxy J1 mini prime
O Samsung Galaxy J1 mini prime (também conhecido como Galaxy V2) é um smartphone Android desenvolvido pela Samsung Electronics e lançado em dezembro de 2016. É o sucessor do J1 Nxt/mini.

## Especificações

### Hardware
O Samsung J1 mini prime funciona com um SoC Spreadtrum SC9830 que inclui uma CPU quad-core ARM Cortex-A7 com 1,2 GHz (3G) ou 1,5 GHz (LTE), uma GPU ARM Mali-400MP2 e 1 GB de RAM. Os 8 GB de armazenamento interno podem ser expandidos até 128 GB através de um cartão microSD. Possui também uma câmara traseira de 5 MP com LED torch e uma resolução de vídeo de 480p a 30fps.

### Software
O J1 mini prime foi originalmente lançado com o Android 5.1.1 “Lollipop” e a interface de utilizador TouchWiz da Samsung. Os modelos LTE têm o Android 6.0.1 “Marshmallow”.